# Château de Kerthomas
Le château de Kerthomas est situé à Sarzeau en France.

## Localisation
Le château est situé sur le territoire de la commune de Sarzeau, au lieu-dit Kerthomas, dans le département du Morbihan en région Bretagne.

## Description
Le château date des XVIIIe et XIXe siècles, édifice en moellon enduit, ouvertures en calcaire, souches de cheminées en calcaire ou en brique, couvert en ardoise, corps principal à un étage carré et étage de comble, couvert d'une toiture à pignon découvert, tours et châtelet d'entrée à un étage carré et étage en surcroît, couverts d'un toit conique (sauf partie centrale du châtelet à toit en pavillon) , pavillon nord-ouest à un étage carré et étage en surcroît, toit en pavillon, sa tourelle d'escalier couverte d'un toit polygonal, escaliers hors-œuvre dans tours : escalier à vis sans jour. Écuries et remise en moellon enduit, tympan en brique, en rez-de-chaussée avec comble à surcroît, couvertes d'un toit à longs pans à pignon couvert et à noue. Fabrique de jardin en rez-de-chaussée avec base en moellon de granite, partie haute à pan de bois, couverte en chaume avec toit en pavillon.

## Historique
Manoir déclaré maison noble en 1688, attesté en ruine en 1709. Restauré par François Jouchet, acquéreur en 1715 : le cadastre de 1827 montre une forme en équerre avec logis et communs en retours. Acheté en 1857 par Jules de Francheville, il est restauré et agrandi (ou entièrement reconstruit) de 1855 à 1859 probablement sur des plans de Jacques Mellet, architecte rennais. Réemploi de la fenêtre est du XVe siècle provenant de la chapelle de Kerguet. Écuries et remise réalisées sur un plan de 1866 de Mayeux, entrepreneur, pour Jules Dumoulin de Paillart. Enclos du jardin, du potager et du verger datant de 1866. Fabrique de jardin datée 1876. Champignonnière de la fin du XIXe siècle. Serre de la fin du XIXe siècle, en ruine.
Il est inscrit à l'inventaire général du patrimoine culturel en 1992.